# Dactylorhiza elata
Dactylorhiza elata är en orkidéart som först beskrevs av Jean Louis Marie Poiret, och fick sitt nu gällande namn av Károly Rezsö Soó von Bere. Dactylorhiza elata ingår i Handnyckelsläktet som ingår i familjen orkidéer. IUCN kategoriserar arten globalt som livskraftig.

## Underarter
Arten delas in i följande underarter:
- D. e. elata
- D. e. sesquipedalis

## Bildgalleri

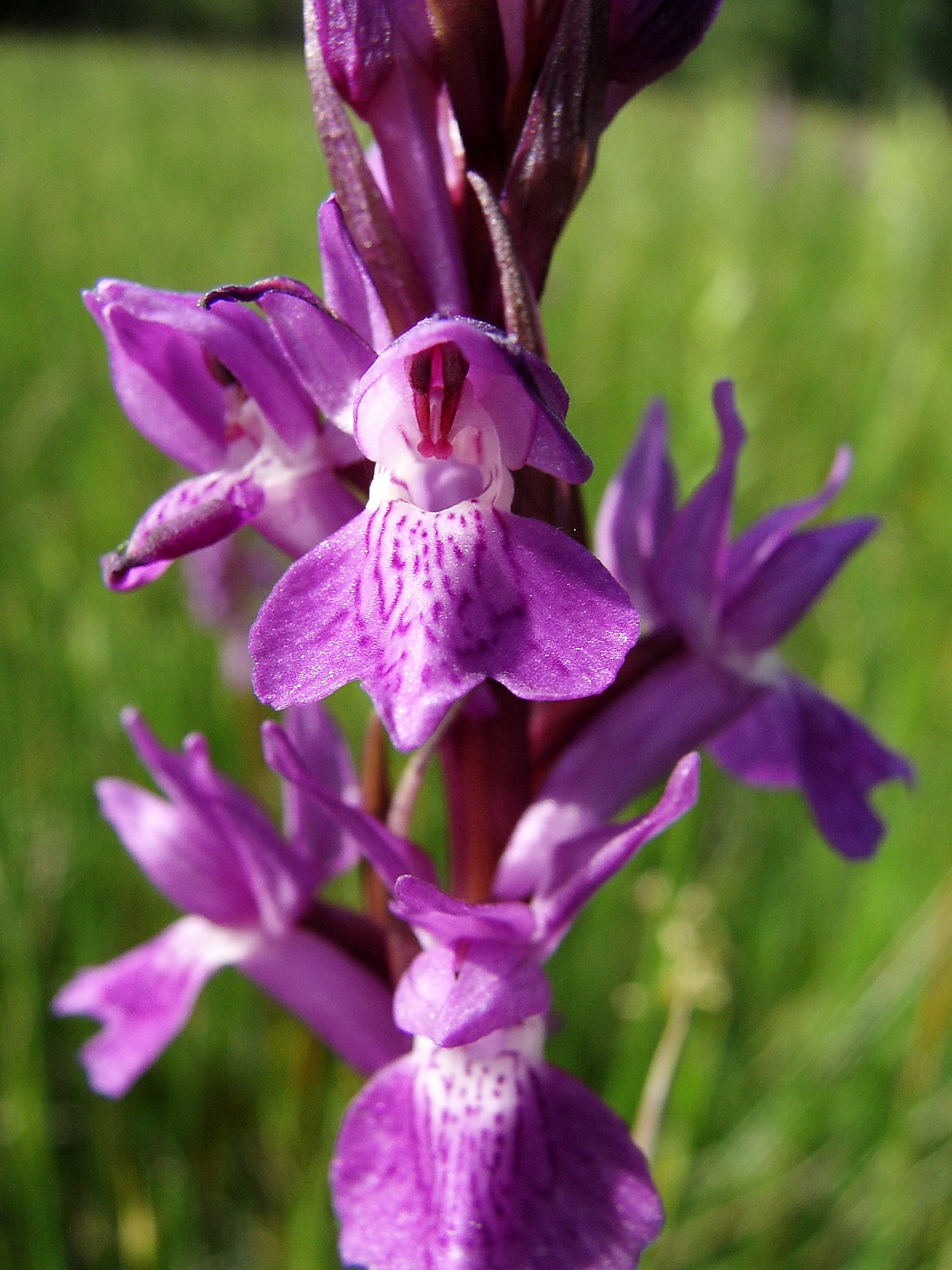
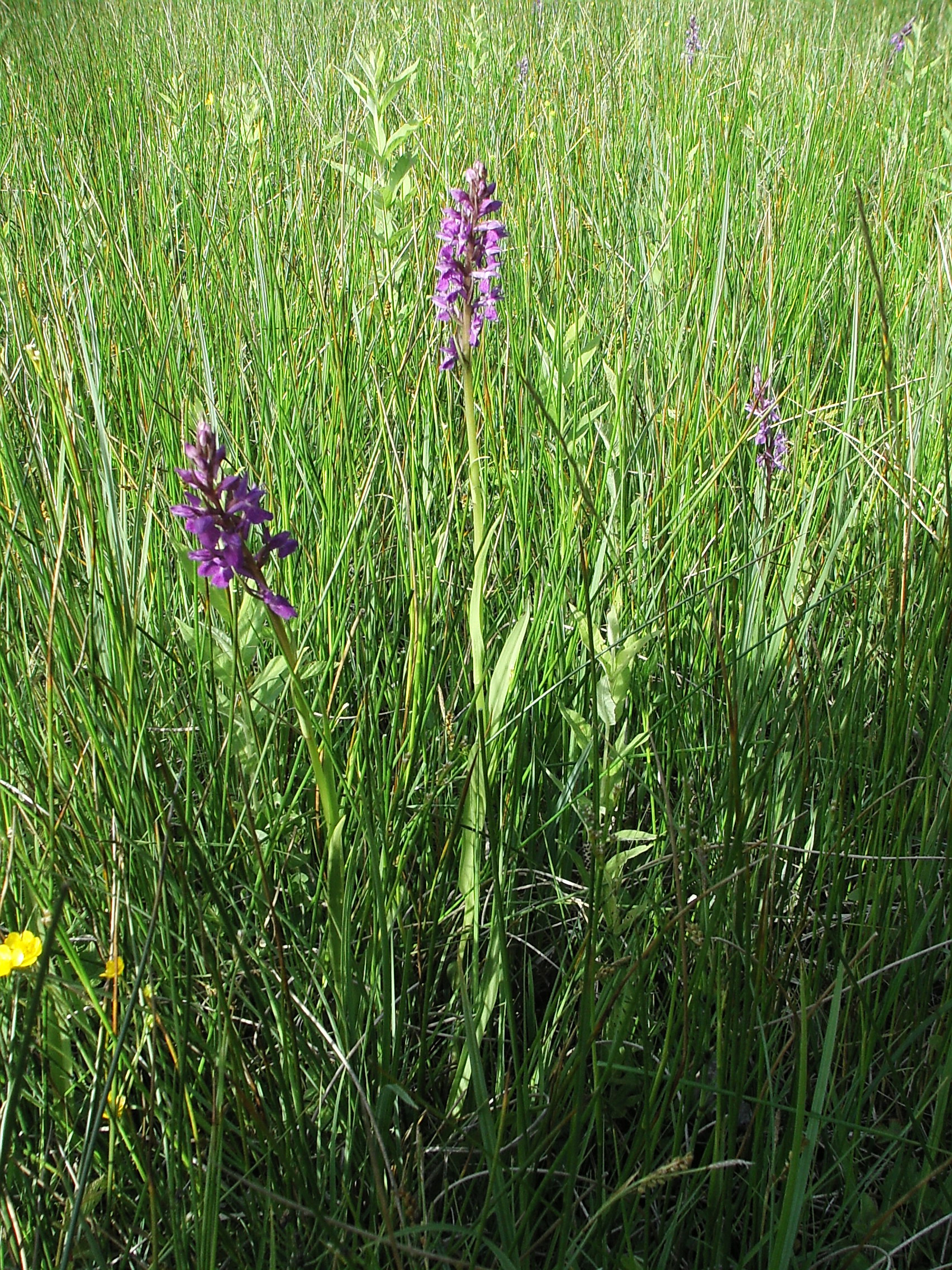
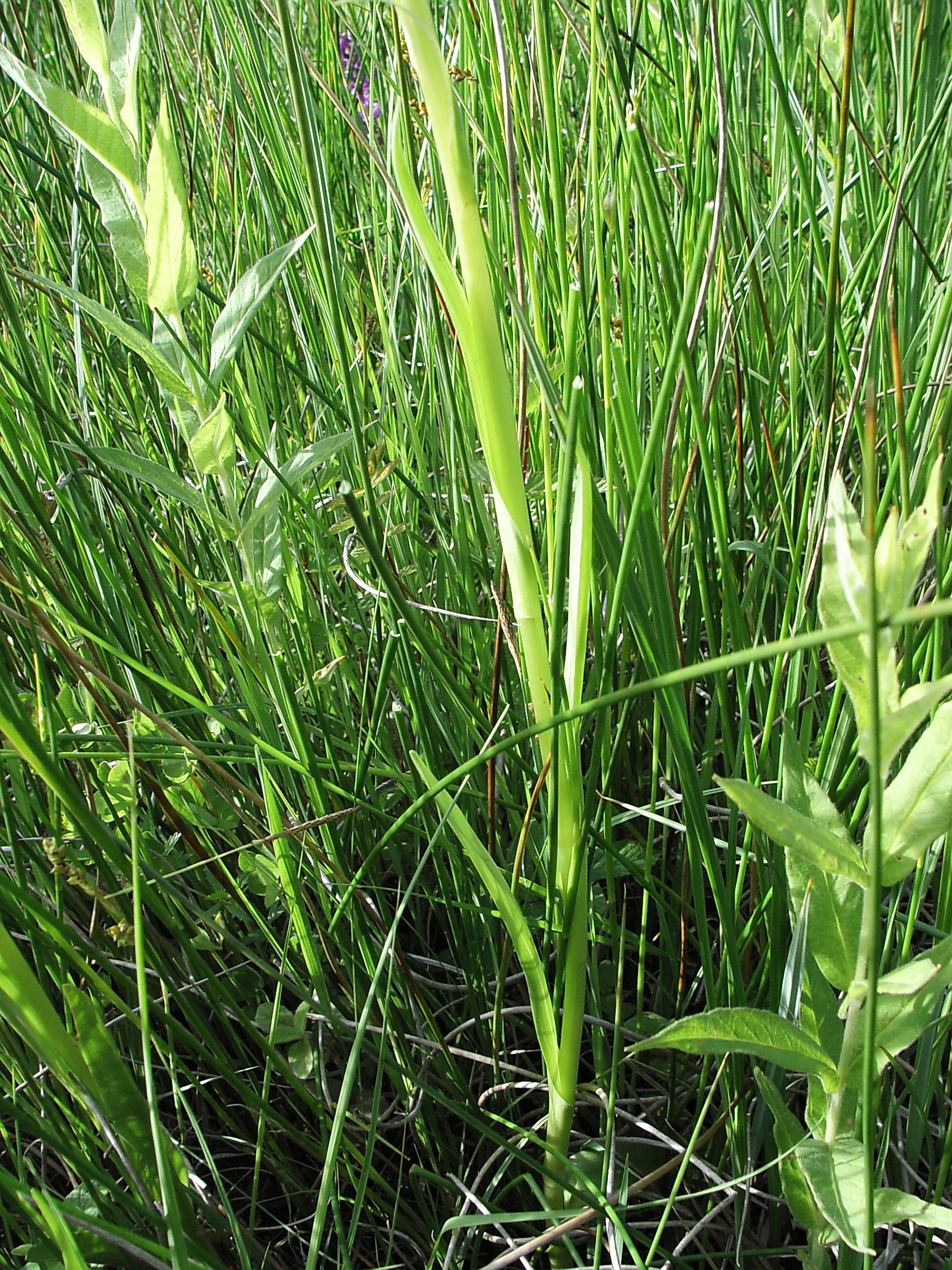
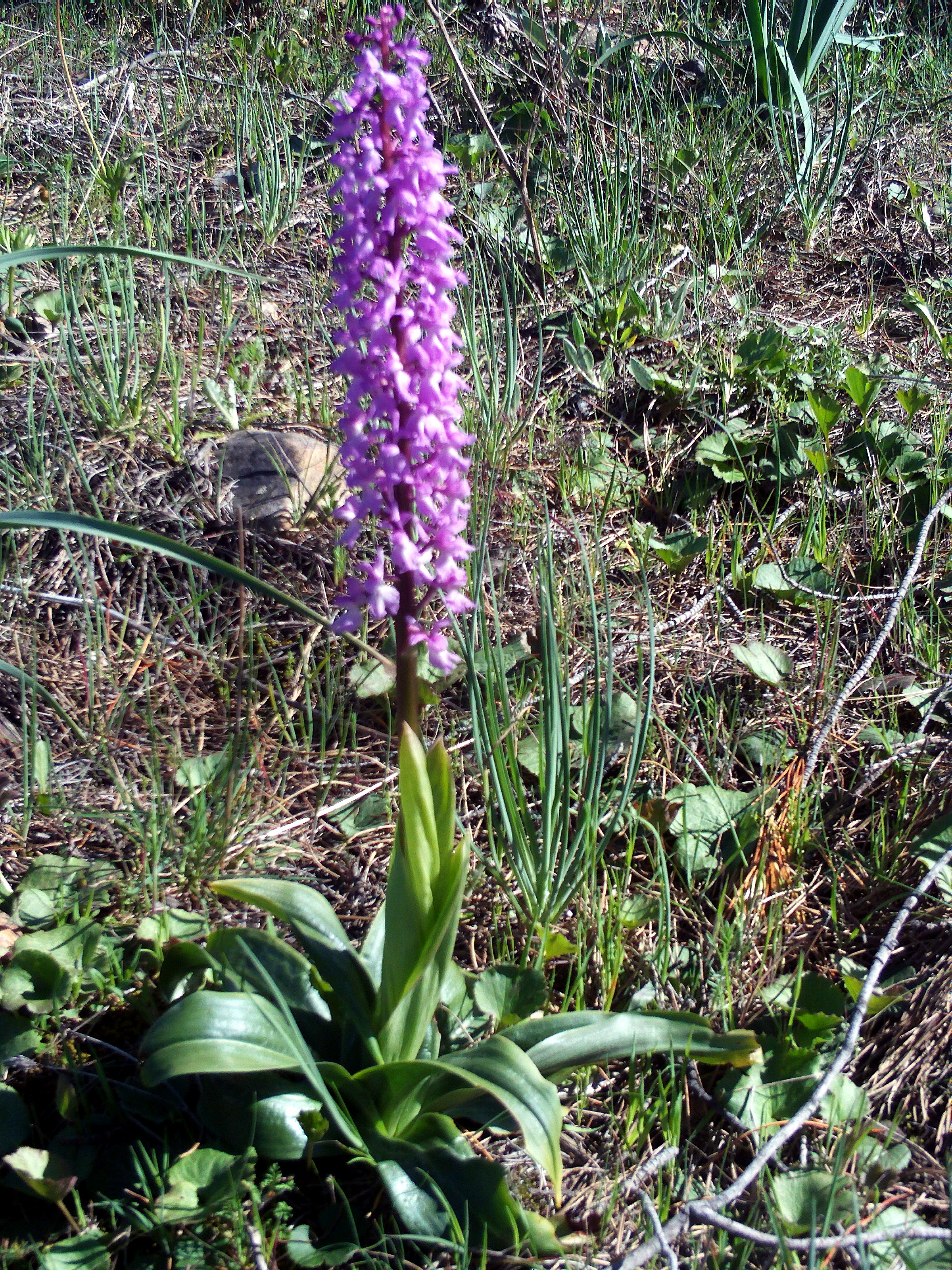
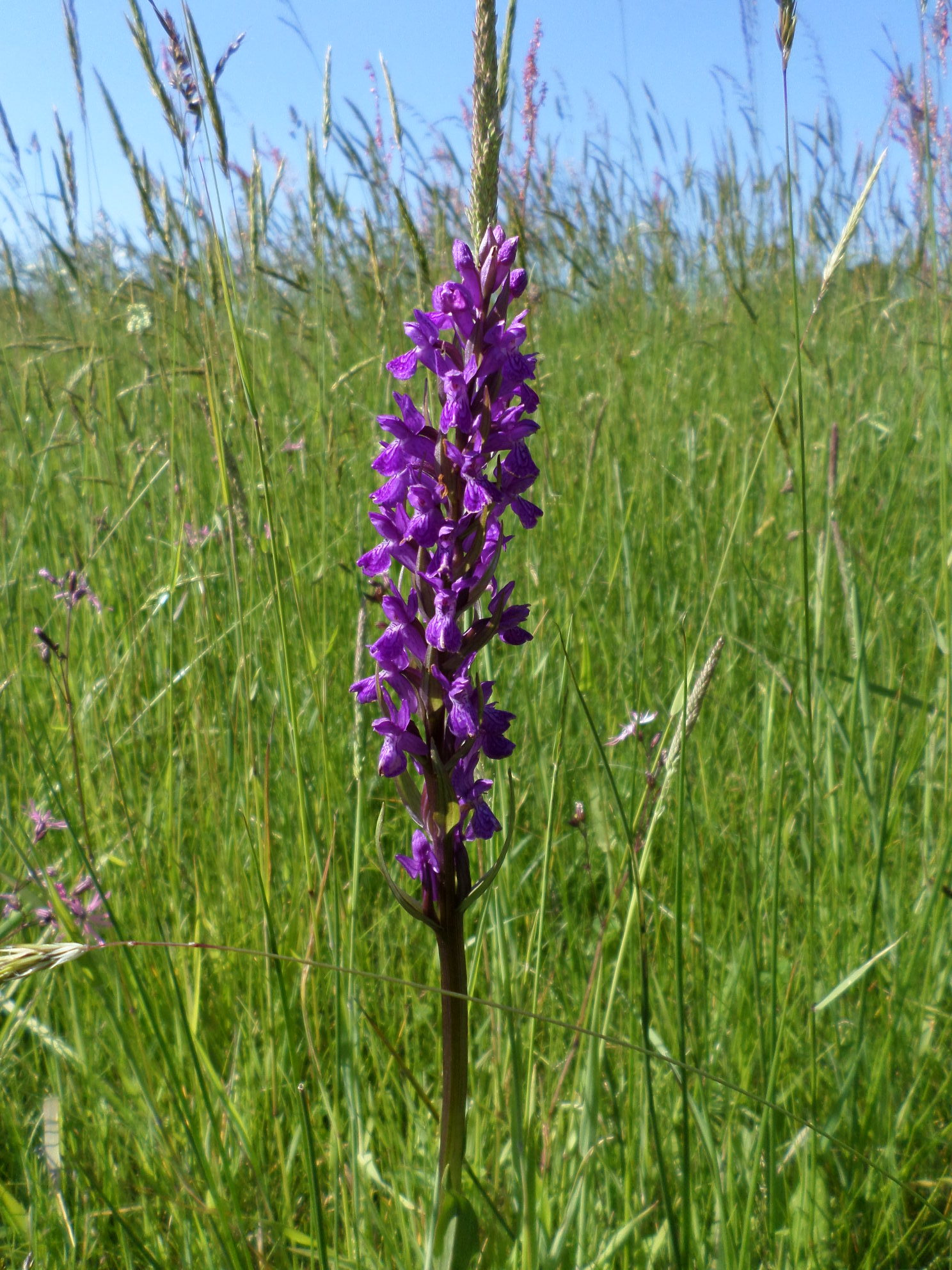
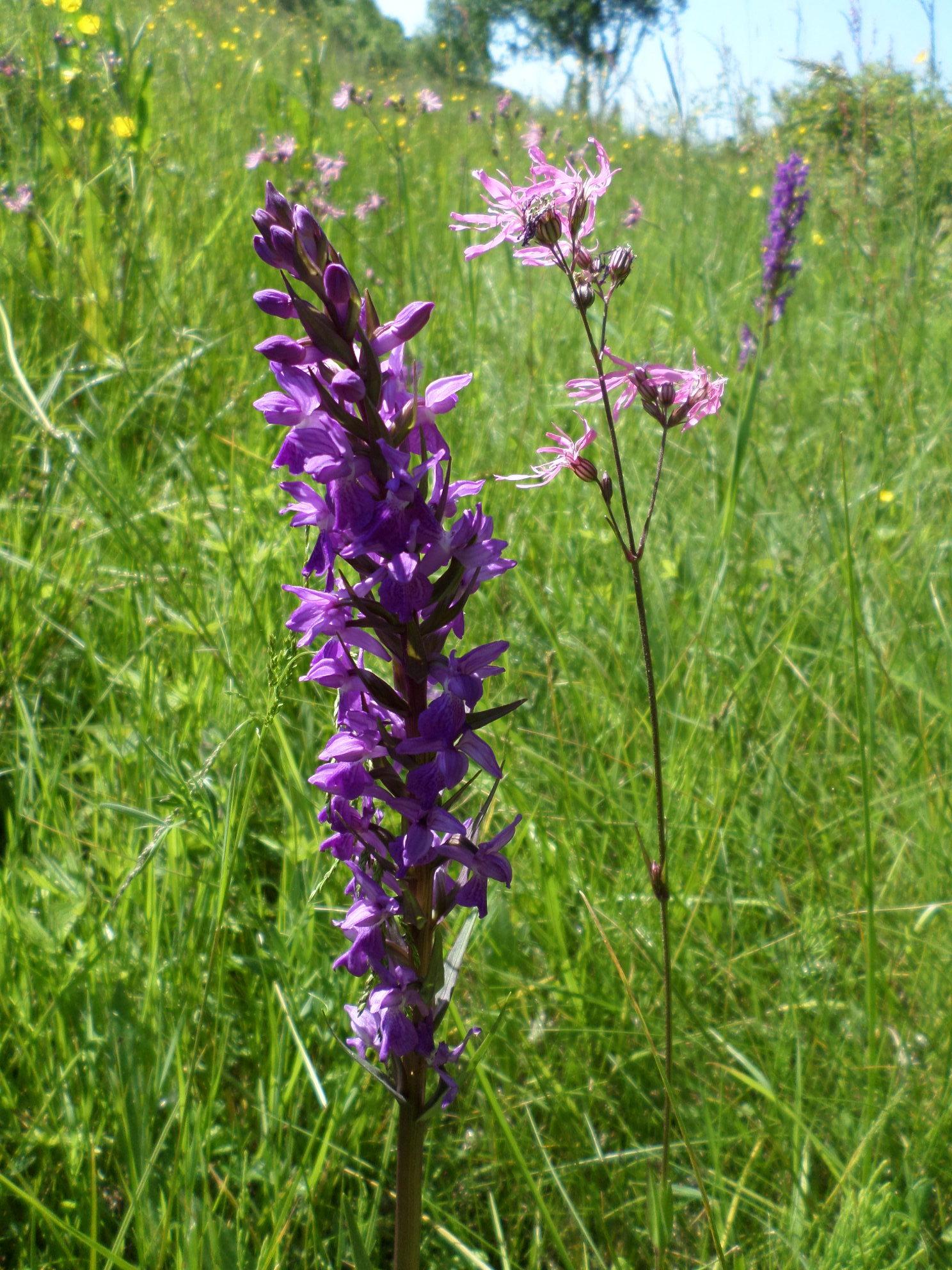